# Acaena fissistipula
Acaena fissistipula es una especie de planta del género Acaena, perteneciente a la familia Rosaceae.

## Taxonomía
Acaena fissistipula fue descrita por Bitter en 1910.

## Distribución
Se encuentra en el territorio sur de Nueva Zelanda.